# Адизес, Ицхак
Ицха́к Кальдеро́н Ади́зес (ивр. יצחק אדיג'ס‎; род. 22 октября 1937, Скопье, Вардарская бановина, Королевство Югославия) — израильский и американский писатель и бизнес-консультант, специализирующийся на улучшении эффективности менеджмента, предприниматель.

## Биография
Родился 22 октября 1937 года в Скопле, Королевство Югославия, в еврейской семье. Во время Второй мировой войны семья вместе со всеми евреями Скопье была депортирована в лагерь Монополь, откуда большую часть узников увезли в лагерь смерти Треблинка. Семья Адизеса спаслась благодаря тому, что у них были испанские паспорта. Оставшуюся часть войны семья скрывалась в албанской мусульманской деревне, выдавая себя за мусульман.
В 1959—1961 годах Ицхак Адизес служил в Армии обороны Израиля. После армии Адизес работал в Банке Израиля. В 1963 году получил степень бакалавра по экономике и политологии Еврейского университета в Иерусалиме.
С 1965 по 1967 год Адизес работал в Колумбийском университете в США. В 1967 году получил степень магистра в Колумбийском университете. В том же году занялся консультационным бизнесом, в 1968 году получил степень доктора философии в Колумбийском Университете.
Ицхак Адизес, в числе прочих, консультировал Bank of America, Coca-Cola и IBM, консультировал по политическим вопросам правительства и глав таких государств, как Израиль, Швеция, Греция, Бразилия, Гана, Исландия, Мексика и Македония. В России Адизес консультировал Сибур и Сбербанк.
Основал Институт Адизеса, организация имеет филиалы в 15 странах и специализируется на управлении изменениями.